# الألعاب البارالمبية الصيفية 1984
الألعاب البارالمبية الصيفية 1984 هي النسخة السابعة من الألعاب البارالمبية بدأت في 17 يونيو وإنتهت في 30 يونيو 1984 أقيمت نسختين في هذه الدورة واحدة في نيويورك، الولايات المتحدة والأخرى في ستك مندويل في المملكة المتحدة بعد نجاح.